# Doryonychus raptor
Genre
Espèce
Doryonychus raptor, unique représentant du genre Doryonychus, est une espèce d'araignées aranéomorphes de la famille des Tetragnathidae.

## Distribution
Cette espèce est endémique de Kauai à Hawaï,.

## Description
Le mâle mesure 10 mm et les femelles de 12 à 15 mm.

## Publication originale
- Simon, 1900 : Arachnida. Fauna Hawaiiensis, or the zoology of the Sandwich Isles: being results of the explorations instituted by the Royal Society of London promoting natural knowledge and the British Association for the Advancement of Science. London, vol. 2, p. 443-519 (texte intégral).